# Justicia parvispica
Justicia parvispica är en akantusväxtart som beskrevs av Raymond Benoist. Justicia parvispica ingår i släktet Justicia och familjen akantusväxter. Inga underarter finns listade i Catalogue of Life.